# Новый Базас
Новый Базас — упразднённый в 2012 году посёлок в Междуреченском городском округе Кемеровской области России. Сейчас — урочище.

## История
В 2012 году посёлки Большой Ортон и Новый Базас упразднены как фактически прекратившие существование (Закон Кемеровской области №104-ОЗ от 2 ноября 2012 года «Об упразднении сельских населённых пунктов и о внесении изменений в некоторые законодательные акты Кемеровской области»).

## География
Новый Базас расположен в юго-восточной части Кемеровской области в горно-таёжной зоне и находится на берегу реки Базас, при впадения в неё реки Левый Сунзас. Назван по реке.

## Население
| 2002 |
| ---- |
| 76   |

Национальный состав
Согласно результатам переписи 2002 года, в национальной структуре населения шорцы и русские составляли по 46 % от общей численности населения в 76 жителей. 

## Инфраструктура
Была развита лесная промышленность.

## Транспорт
Лесные дороги.